# Remigio Morales Bermúdez Sánchez
Segundo Remigio Morales-Bermúdez Sánchez  (Lima, 20 de septiembre de 1893-Trujillo, 19 de noviembre de 1939) fue un militar peruano, padre del expresidente del Perú Francisco Morales Bermúdez. Siendo comandante de la guarnición de Trujillo, fue asesinado en las postrimerías del segundo gobierno de Óscar R. Benavides. La versión oficial atribuyó este crimen a los apristas.

## Biografía
Hijo del general Remigio Morales Bermúdez, presidente del Perú, y de Encarnación Sánchez, joven de 23 años, natural de Ascope. Fue fruto de una relación extramatrimonial. Fue bautizado en la Parroquia San Sebastián, en Lima. Se casó en 1919 con Nila Felicia Cerrutti González.
Segundo Remigio siguió la carrera de armas, continuando así la tradición paterna. Fue leal al gobierno de Luis Sánchez Cerro y ofició de fiscal ante la Corte Marcial que juzgó a los involucrados en la revolución de Gustavo Jiménez, en marzo de 1933. Pidió la pena de muerte para cuatro militares y un civil aprista, que fue la sentencia que dictó el juez.
En 1939, bajo el segundo gobierno de Óscar R. Benavides, era comandante de armas de la guarnición de Trujillo y jefe del regimiento N.º 19 de Infantería acantonado en dicha ciudad. Era muy querido por la tropa y gozaba también de la simpatía del pueblo trujillano, pues había apaciguado el ambiente de represión que existía en la ciudad desde la época sanchecerrista.
En la medianoche del domingo 19 de noviembre de 1939 fue asesinado a tiros por unos desconocidos, cuando se hallaba en la casa de su amante, situada en la sexta cuadra del jirón Junín, en Trujillo. Alertadas las autoridades, se inició una persecución que finalizó con la captura de todos los culpables, que resultaron ser de filiación aprista.
La versión oficial fue que, detrás del asesinato, hubo una conspiración aprista para provocar una insurrección en Trujillo, de la que formaban parte algunos oficiales y clases del regimiento que comandaba Morales Bermúdez. Temerosos los conspiradores que el comandante podría ser un obstáculo para el éxito de su revolución debido a su ascendiente sobre la tropa y su apego a las reglas, ordenaron a un grupo de apristas que fueran a la casa donde frecuentaba, con la orden de que lo tomaran preso. Era ya la medianoche. Al escuchar que tocaban insistentemente la puerta, Morales Bermúdez salió personalmente a averiguar de qué se trataba. Al ver que unos desconocidos armados le ordenaban que se entregara, opuso tenaz resistencia; en el forcejeo recibió un disparo. Como continuó resistiendo, recibió más disparos, quedando herido de gravedad, para luego fallecer.
Los asesinos huyeron en un vehículo previamente preparado, pero uno de ellos se retrasó y asaltó a punta de pistola a un auto que pasaba casualmente por el lugar, obligando al chofer a que siguiera al vehículo donde iban sus cómplices. El chofer posteriormente dio parte a la policía y describió tanto al atracador como al auto donde iban los asesinos. Así fue como se logró capturar a uno de los cómplices, que bajo tortura delató al resto.
Los restos de Morales Bermúdez fueron velados en el Cuartel O’Donovan de Trujillo y conducidos luego a la Catedral de dicha ciudad, donde se celebraron solemnes honras fúnebres. Posteriormente fueron trasladados a Lima, donde, el 20 de noviembre, se realizó el sepelio en el cuartel de Santa Catalina, para luego ser llevado en cortejo fúnebre hasta el cementerio general.
Se acusó al dirigente aprista Alfredo Tello Salavarría de ser el autor intelectual del crimen. Por su parte, Haya de la Torre, el líder aprista, dudaba de esta versión oficial de los hechos y creía que los verdaderos autores del crimen eran los enemigos del Apra, quienes creyeron que el comandante conspiraba con el partido aprista para derrocar al presidente Benavides y convocar a elecciones libres.
Se instaló la Corte Marcial, que condenó a muerte a dos de los implicados, de nombre Tomás Solano Bocanegra y Gregorio Zavaleta Díaz, a los cuales se identificó como los autores materiales del crimen; a los demás se les aplicó diversas penas de prisión.
El asesinato ocurrió diecinueve días antes de la transmisión de mando de Benavides a Manuel Prado Ugarteche, que había sido el ganador en unas controvertidas elecciones.
Segundo Remigio dejó una viuda y tres hijos, el mayor de los cuales, Francisco Morales Bermúdez Cerrutti (nacido en 1921), siguió también la carrera militar y llegó a ser presidente del Perú entre 1975 y 1980.